# 糖

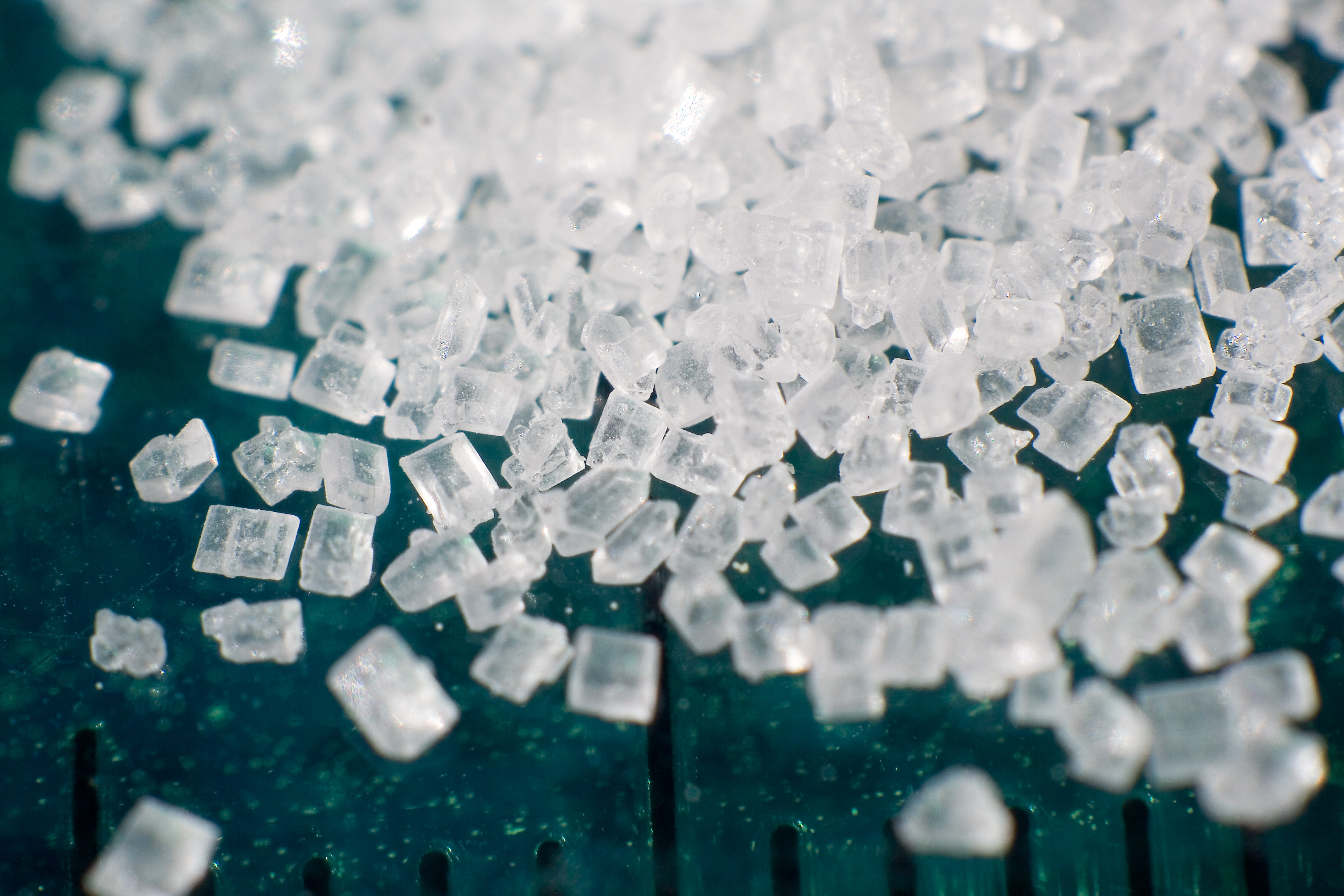
スクロース（ショ糖）の結晶

糖（とう、英: sugar）とは、多価アルコールの最初の酸化生成物であり、ホルミル基 (−CHO) またはカルボニル基 (>C=O) をひとつ持つ。
ホルミル基を持つ糖をアルドース(Aldose)、カルボニル基を持つ糖をケトース(Ketose)と分類する。

## 概要
一般的には炭水化物（糖質）と同義とされることが多いが、厳密には糖は炭水化物より狭い概念である。糖質化学、分子生物学などでは炭水化物の代わりに糖質ないしは糖と呼ぶ場合が多い。一方、生化学では炭水化物と呼ぶが、徐々に糖質と呼ぶようになりつつある。栄養学では炭水化物のうち、人間によって消化できない「食物繊維」を除いた物を「糖質」と呼ぶが、単に糖質のみを指して「炭水化物」と呼ぶ事も多く行われてきた。
また糖類（sugars）は、遊離糖類、つまり砂糖(同じくsugar)やブドウ糖、果糖といった単糖類、二糖類のみを指すことがある。健康への影響が穀物に含まれる多糖類であるデンプンとは異なるため区別されている。
糖は植物の組織やはちみつ、果物に多く含まれ、特にグルコースは生物のエネルギー源として重要である。DNAとRNAにもデオキシリボースとリボースという糖が含まれている。リボース隕石からも見つかっている。
糖質の栄養学・エネルギー代謝に関する事項は記事 炭水化物に詳しい。

## 糖の構造

### グリコシド結合
グリコシド結合は単糖を連結するアセタール構造の呼称である。
単糖はヒドロキシ基とカルボニル基（アルデヒドまたはケトン）をもつ直鎖 (open chain) 構造と自己のヒドロキシ基を巻き込んで環状アセタール（ないしはケタール）の環構造の二つの構造をとることができる。環状アセタールを形成する際に、自己のヒドロキシ基とともに他の糖のヒドロキシ基を巻き込んで環を形成することで、糖が連結した多糖が形成される。
糖が環を形成するとき、通常は環を含む平面に対して構造が非対称な為、グリコシド結合も環平面に対して上向きと下向きの二つの構造をとりうる。下向きにグリコシド結合を生成する場合をα-グリコシド結合、上向きの場合をβ-グリコシド結合と呼ぶ。両者は化学的、物理的、生物学的に性質が異なる。たとえば、グルコースがα1→4結合で多数連結すると、アミロース（でんぷん）となり、β1→4結合で多数連結するとセルロースとなる。
グリコシド結合は一般名で個々の糖についてはグルコースならグルコシド、ガラクトースならガラクトシドのように糖名＋オシドで表記する。2種類の糖による結合の場合はアセタールを形成する糖の名前で呼ぶ。そのため加水分解酵素は同じ糖類に作用するとしても酸素を挟んでどちら側でグリコシド結合を分解するかによって名前が異なる。例：ラクトース分解酵素はヒトではβ-グルコシダーゼ、大腸菌ではβ-ガラクトシダーゼ。

### エピマー
多くの不斉炭素を持つ異性体のなかで、1つの不斉炭素の立体配置だけが異なるジアステレオマーを相互にエピマーと呼ぶ。
例えば，D-グルコースとD-マンノースはC-2におけるエピマー，D-グルコースとD-ガラクトースはC-4におけるエピマーである。

## 糖の分類
単糖2分子がグリコシド結合により1分子となったものを二糖といい、単糖3分子が結合したものを三糖、同様に4分子のものを四糖という。単糖2分子 - 20分子程度が結合したものをオリゴ糖という。
多数の単糖がグリコシド結合により重合したものを多糖という。
糖のヒドロキシ基を水素に置換したものをデオキシ糖、アルドース末端の炭素をカルボキシル基に置き換えたものをウロン酸、ヒドロキシ基をアミノ基に置き換えたものをアミノ糖、ケトン基やアルデヒド基がアルコールに還元されたものを糖アルコールと呼ぶ。
環状ヘミアセタールにおいて、五員環の物をフラノース、六員環の物をピラノースと呼ぶ。基本的に糖の種類によって大多数がフラノースもしくはピラノースとなるが、（例えば、グルコースはほとんどがピラノースとなる。）若干の異性体を含む。つまり、大多数がピラノースでも、若干のフラノースを含む。
また、炭素の数によっても分けられる。糖を構成する炭素の数が3つであれば三炭糖（トリオース）、4つであれば四炭糖（テトラオース）、5つであれば五炭糖（ペントース）、6つであれば六炭糖（ヘキソース）、7つであれば七炭糖（ヘプトース）となる。ただし、このような名称は専ら単糖にのみ用いる。

### 主な糖の分類
| 単糖       | ヘプトース（七炭糖）        | ヘキソース（六炭糖）                                                                            | ペントース（五炭糖）                                             | テトロース（四炭糖）    | トリオース（三炭糖） |
| ---------- | --------------------------- | ----------------------------------------------------------------------------------------------- | ---------------------------------------------------------------- | ----------------------- | -------------------- |
| アルドース |                             | アロース タロース グロース グルコース（ブドウ糖） アルトロース マンノース ガラクトース イドース | リボース リキソース キシロース アラビノース アピオース（分枝糖） | エリトロース トレオース | グリセルアルデヒド   |
| ケトース   | セドヘプツロース コリオース | プシコース フルクトース（果糖） ソルボース タガトース                                           | リブロース キシルロース                                          | エリトルロース          | ジヒドロキシアセトン |

グルコース二分子からなる二糖
| 結合位置 | α体                  | β体              |
| -------- | -------------------- | ---------------- |
| 1-1      | トレハロース         | イソトレハロース |
| 1-2      | コージビオース       | ソホロース       |
| 1-3      | ニゲロース           | ラミナリビオース |
| 1-4      | マルトース（麦芽糖） | セロビオース     |
| 1-6      | イソマルトース       | ゲンチオビオース |

その他の二糖
- ラクトース（乳糖） - β-ガラクトースとβ-グルコースが1,4-ガラクシド結合
- スクロース（ショ糖） - α-グルコースとβ-フルクトフラノース(フルクトース)が1,2-グリコシド結合

| オリゴ糖（少糖）                               | デオキシ糖                           | ウロン酸                    | アミノ糖                    | 糖アルコール                         | ラクトン                                                      | 多糖                                                                               |
| ---------------------------------------------- | ------------------------------------ | --------------------------- | --------------------------- | ------------------------------------ | ------------------------------------------------------------- | ---------------------------------------------------------------------------------- |
| フルクトオリゴ糖 ガラクトオリゴ糖 乳果オリゴ糖 | デオキシリボース フコース ラムノース | グルクロン酸 ガラクツロン酸 | グルコサミン ガラクトサミン | グリセリン キシリトール ソルビトール | アスコルビン酸(ビタミンC) グルクロノラクトン グルコノラクトン | デンプン アミロース アミロペクチン グリコーゲン セルロース ペクチン グルコマンナン |

## 物理的性質
単糖やオリゴ糖は水に溶けやすいが、多糖は水に溶けにくい。
単糖やオリゴ糖は甘味のするものが多く、また無色・無臭のものが多い。

## 化学的性質
単糖やオリゴ糖が有機化合物でありながら水に溶けやすいのは、疎水性の炭化水素基の割合に対して親水性のヒドロキシ基の割合が大きいことによる。多糖では炭化水素基の割合が大きいので、水に溶けにくい。

## 生合成
糖は光合成のカルビン・ベンソン回路やペントースリン酸経路によって生合成される。